# 山下実優
山下 実優（やました みゆう、1995年3月17日 - ）は、日本の女性プロレスラー。福岡県出身。東京女子プロレス所属。血液型A型。

## 所属
- 東京女子プロレス（2013年 - ）

## 経歴
空手経験者であり、護身術の流派で全日本3位の実績を持つ。
元々はアイドル志望でありオーディションを多数受けるもすべて落選していた時にMIKAMIを紹介され、東京女子プロレスの設立を知る。
2013年
- 1月30日 Twin Box AKIHABARAで行われた東京女子プロレスプレイベントにおける神明栞菜戦でプレデビューして勝利[2]。
- 2月10日 中華レストラン王華で行われたイベントの提供試合にてリングネームを改めたKANNAと再戦して連勝。
- 3月25日 SHIBUYA DESEOで行われた東京女子プロレスプレイベント第2弾でKANNAとのシングルを3連勝[3]。
- 4月26日 SHIBUYA DESEOで行われた東京女子プロレスプレイベント第3弾で中島ひかる（西山道場）と空手エキシビション[4]。
- 6月6日 SHIBUYA DESEOで行われた東京女子プロレスプレイベント第4弾で木場千景と初シングルを行い、勝利[5]。
- 7月11日 SHIBUYA DESEOで行われた東京女子プロレスプレイベント第5弾でプレデビュー戦となった中島翔子とシングルで勝利、「エース」宣言する[6]。
- 8月17日 両国国技館で行われた「DDT万博〜プロレスの進歩と調和〜」のダーク・マッチとして山下&中島vs木場&KANNAでリングデビューを果たすが、中島が逆エビ固めでギブアップを奪われる[7]。
- 10月5日 DDT福島体育館大会における提供試合として2度目のリングを両国と同じタッグで対戦し、KANNAにミドルキックを打ち込み片エビ固めでフォールを奪う[8]。
- 10月18日 SHIBUYA DESEOで行われた東京女子プロレスプレイベント第6弾でKANNAと対戦し、キック3発をぶち込み勝利、旗揚げ戦メインを獲得[9]。
- 10月27日 DDT大森駅東口「UTANフェスタ2013」における提供試合として中島翔子と組み、木場千景&KANNAと対戦するが、中島が木場のヒザ十字固めにギブアップ[10]。
- 12月1日 東京女子プロレス旗揚げ戦のメインで木場千景と対戦し、クラッシュ・ラビットヒートを喰らわせ、記念すべき勝利を挙げた[11]。

2014年
- 1月18日 王子BASEMENT MON☆STARでKANNAと3ヶ月ぶりのシングルを行い、クラッシュ・ラビットヒートで勝利[12]。
- 1月28日 渋谷エンタメステージにてマットでの試合として坂崎ユカと初シングル、クラッシュ・ラビットヒートで勝利[13]。
- 4月5日 ラゾーナ川崎プラザソルにてのの子と初シングル。のの子のドラゴンスリーパイに動けずレフェリーストップ、デビュー以来初の直接の敗北となる。[14]。

2016年
- 1月4日 初の後楽園ホール大会にて中島翔子を相手にTOKYOプリンセス・オブ・プリンセス王座の初代王座に輝く（19分17秒 体固め）　※クラッシュ・ラビットヒート
- 3月13日 北沢タウンホール大会にて のの子を相手にTOKYOプリンセス・オブ・プリンセス王座を初防衛に成功（12分5秒 体固め）　※クラッシュ・ラビットヒート
- 5月28日 横浜ラジアントホール大会にて坂崎ユカを相手にTOKYOプリンセス・オブ・プリンセス王座を2度目の防衛に成功（15分19秒 体固め） ※クラッシュ・ラビットヒート
- 9月22日 新宿FACE大会にて優宇を相手にTOKYOプリンセス・オブ・プリンセス王座の3度目の防衛に失敗（14分26秒 TKO負け）　※胴絞め片羽絞め→レフェリーストップ

2017年
- 7月26日 デリシャカスプロレス2017～東京女子プロレス～での試合で勝利し、黒音まほが保持していたアイアンマンヘビーメタル級王座を奪取し第1266代王者となる。
- 11月23日 新宿FACE大会「笑顔YESシンジュク」にて優宇を相手に勝利し、優宇が保持していたアイアンマンヘビーメタル級王座を奪取し第1281代王者となる。

2018年
- 1月4日 東京・後楽園ホール大会「東京女子プロレス'18」にて才木玲佳の持つ TOKYOプリンセス・オブ・プリンセス王座に挑戦し勝利。第5代王者となる。（14分58秒、片エビ固め）※クラッシュ・ラビットヒート
- 1月7日 大阪・大阪市平野区民ホール大会「「行こう!行くべ!行けば!行く時!迷うなら大阪に行くだけさ!」にてベーダ・スコットに勝ち、TOKYOプリンセス・オブ・プリンセス選手権の初防衛に成功。（12分28秒、体固め）※クラッシュ・ラビットヒート
- 2月18日 東京・新木場1stRING大会「行こう!行くべ!行けば!行く時!迷うなら新木場に行くだけさ!」にてまなせゆうなに勝ち、TOKYOプリンセス・オブ・プリンセス選手権の2度目の防衛に成功。（13分31秒、体固め）※クラッシュ・ラビットヒート
- 3月10日 神奈川・横浜ラジアントホール大会「行こう!行くべ!行けば!行く時!迷うなら横浜に行くだけさ!」にて黒音まほに勝ち、TOKYOプリンセス・オブ・プリンセス選手権の3度目の防衛に成功。（12分55秒、片エビ固め）※クラッシュ・ラビットヒート
- 5月3日 東京・後楽園ホール大会「YES! WONDERLAND 2018〜自分をブチ破れ!〜」にて辰巳リカに勝ち、TOKYOプリンセス・オブ・プリンセス選手権の4度目の防衛に成功。（20分4秒、体固め）※クラッシュ・ラビットヒート
- 8月25日 東京・後楽園ホール大会「BRANDNEW WRESTLING 2～今、攻める時だ～」にて優宇に勝ち、TOKYOプリンセス・オブ・プリンセス選手権の5度目の防衛に成功。（17分9秒、体固め）※クラッシュ・ラビットヒート
- 10月14日 福岡・沖学園ドーム大会「砂漠の鷹2018」にてプリシラ・ケリーに勝ち、TOKYOプリンセス・オブ・プリンセス選手権の6度目の防衛に成功。（11分28秒、エビ固め）※クラッシュ・ラビットヒート

2019年
- 1月4日 東京・後楽園ホール大会「東京女子プロレス'19」にて伊藤麻希に勝ち、TOKYOプリンセス・オブ・プリンセス選手権の7度目の防衛に成功。（17分47秒、片エビ固め）※クラッシュ・ラビットヒート
- 2月23日 東京・新宿FACE大会「Be updated to the future, the future, the future」にて天満のどかに勝ち、TOKYOプリンセス・オブ・プリンセス選手権の8度目の防衛に成功。（11分57秒、片エビ固め）※クラッシュ・ラビットヒート
- 3月31日 福岡・博多スターレーン大会「キラキラしてる女の子、博多へ羽ばたくよ!」にて坂崎ユカに勝ち、TOKYOプリンセス・オブ・プリンセス選手権の9度目の防衛に成功。（19分16秒、体固め）※クラッシュ・ラビットヒート
- 4月5日 アメリカ・ニューヨーク州クイーンズ・ラ・ブームで開催されたWWN Supershow「Mercury Rising 2019」」にてアリシン・ケイとのWタイトルマッチに勝ち、TOKYOプリンセス・オブ・プリンセス選手権の10度目の防衛およびにSHINE王座の獲得に成功。（変形コブラクラッチ）
- 5月3日 後楽園ホール大会「YES! WONDERLAND 2019～チャンスはそこにある～」にて中島翔子を相手にTOKYOプリンセス・オブ・プリンセス選手権の11度目の防衛に失敗。（17分57秒 ロコモーション式ノーザンライト・スープレックス・ホールド）
- 5月6日 札幌ススキノ・マルスジム「キラキラしてる女の子、札幌へ羽ばたくよ!」にてアリシン・ケイを相手にSHINE王座の初防衛に失敗。無冠となる。（14分14秒 片エビ固め）※ローリング・ラリアット

2020年
- 1月4日、後楽園ホール大会にて坂崎ユカの持つプリンセス・オブ・プリンセス王座に挑戦するも敗北。

2021年
- 2月11日、成増大会にて伊藤麻希とのタッグ名を「121000000」（ワントゥーミリオン）としてタッグとして本格的に始動。
- 5月4日、後楽園ホール大会「YES！ WONDERLAND 2021～僕らはまだ夢の途中～」にて辰巳リカの持つプリンセス・オブ・プリンセス王座に挑戦し勝利。第9代王者となり、またこれが三度目の戴冠となる。（15分6秒 体固め）※クラッシュ・ラビットヒート
- 6月6日、さいたまスーパーアリーナ「CyberFight Festival 2021」にて坂崎ユカを相手にプリンセス・オブ・プリンセス王座の初防衛に成功。（16分36秒　片エビ固め）※クラッシュ・ラビットヒート
- 10月9日、大田区総合体育館大会にて伊藤麻希を相手にプリンセス・オブ・プリンセス王座3度目の防衛に成功。（17分23秒 片エビ固め）※クラッシュ・ラビットヒート

2022年
- 1月4日、後楽園ホール大会にて瑞希を相手にプリンセス・オブ・プリンセス王座4度目の防衛に成功。（19分12秒 片エビ固め）※クラッシュ・ラビットヒート
- 3月19日、両国国技館大会にて中島翔子に敗れプリンセス・オブ・プリンセス王座転落。（19分4秒 ダイビング・セントーン）
- 11月13日、プロレスリングEVEのロンドン大会でアレックス・ウィンザーをクラッシュ・ラビットヒートで破りEVE王座奪取。

2023年
- 1月4日、後楽園ホール大会において坂崎ユカの持つプリンセス・オブ・プリンセス王座に挑戦するが敗北。
- 2月11日、後楽園ホール大会にて第3回"ふたりはプリンセス"Max Heartトーナメント優勝。（パートナーは伊藤麻希）
- 2月21日、東京ドームで開催されたプロレスリング・ノアの興行「KEIJI MUTO GRAND FINAL PRO-WRESTLING "LAST" LOVE〜HOLD OUT〜」にて、東京女子プロレスの提供試合として8人タッグマッチに出場。自身初となる東京ドームでの試合かつ、初のノアでのリングで試合を行う。
- 3月18日、有明コロシアム大会にて伊藤麻希とのタッグ「121000000」でマックス・ジ・インペイラー＆ハイディ・ハウイツァの「ウェイストランド・ウォー・パーティー」に勝利しプリンセスタッグ王座奪取（第12代）。
- 3月31日、アメリカ・カリフォルニア州グローブシアター大会にて坂崎ユカ・瑞希のマジカル・シュガー・ラビッツに敗れプリンセスタッグ王座初防衛に失敗。
- 4月15日、アメリカ・デラウェア州で行われたCapital Championship Wrestlingの大会において、カイリン・キング（王者）、キラー・ケリー、ステフ・デ・ランダーとの4ウェイマッチを制してCCW王座（第2代）・CCW Network王座（第4代）を奪取するが、その日のうちにクリスティーナ・マリーに敗れて王座を失う。
- 6月11日、アメリカ・ニュージャージー州で行われた新団体「Spark Joshi Puroresu」の初代王座決定戦でレイチェル・エラーリングに勝利し、同団体の初代王者となる。
- 8月13日、後楽園ホール大会で上福ゆきに勝利し東京プリンセスカップ初優勝。

## 人物
- 東京女子プロレスの所属選手として、正式な旗揚げ戦よりも前に行われたプレイベントの第一回目から試合を行っている唯一の選手であり、団体の創成期を知る重鎮でもある。
- 一見すると強面で近寄りがたい雰囲気を醸し出しているが、実際は抜けているところがあり、2025年4月13日に行われた文武両道マッチ（1カウント・フォールを取ったチームに問題が出され、正解すれば1ポイント奪取。3ポイント先取したチームが勝利となる特別ルール）にてフォールを次々に奪うも、出された出題に対し珍回答を連発し不正解となり、対戦相手の高見汐珠にポイント先取され負けてしまっている。
- 東京女子の重鎮でもあり強豪選手でもあるが、このような理由から他の選手たちからは尊敬と親愛を込めて結構弄られている。

## 得意技
空手仕込みの多彩な蹴り技を軸とした打撃主体のファイトスタイル。

### フィニッシュ・ホールド
クラッシュ・ラビットヒート
初期型は走り込んでのジャンピングPK。現在はハーフダウン状態の相手に対する顔面狙いの二段式ジャンピングニーキック。
デビュー当時からの決め技であるがアティテュード・アジャストメント使用開始以降は奥の手扱いとなる。
アティテュード・アジャストメント
主な試合での決め技として使用される。
Scull Kick（スカルキック）
頭部狙いのバックスピンキック。2019年から決め技で使用、2020年6月に命名。

### 打撃技
ローキック、ミドルキック、ハイキック
延髄斬り
サッカーボールキック
リターンクラッシュ
三角蹴り。坂崎ユカ命名。
水面蹴り
ブラジリアンキック
バズソーキック
ミサイルキック
スクリューキック
仰向けに倒れた相手の腹部めがけて放つコークスクリューキック。
三日月蹴り
2016年に行われた優宇とのタイトルマッチに向けて菊野克紀より伝授。
前蹴り
連発して相手をコーナーに詰める。
クローズライン
チェンジ・オブ・ペースとして使用。

### 投げ技
ジャーマンスープレックス
大一番で使用。結果的に繋ぎ技になることが多い。

### 関節技、締め技
TRF（タフス・ローリング・フック）
変形腕固め
変形コブラクラッチ
スタンディングの体勢から横入り式のコブラクラッチを決めたまま払腰の形で投げ倒しそのままグラウンドで締め上げる。

### 組み技
ストマックバスター
ケブラドーラ・コンヒーロ

## タイトル歴
東京女子プロレス
- プリンセス・オブ・プリンセス王座：4回（初代、第5代、第9代、第13代）
- プリンセスタッグ王座：2回
  - 第12代、第17代（パートナーは伊藤麻希）
- 東京プリンセスカップ 優勝（2023年）
- "ふたりはプリンセス"Max Heartトーナメント
  - 2023年優勝（パートナーは伊藤麻希）

DDTプロレスリング
- DDT UNIVERSAL王座：1回（第15代）
- アイアンマンヘビーメタル級王座：4回（第1266代、第1281代、第1333代、第1732代）

スパーク女子プロレス
- スパーク女子ワールド王座：1回（初代）

シャイン・レスリング
- SHINE王座：1回（第9代）

プロレスリングEVE
- EVE王座：1回（第20代）

Capital Championship Wrestling
- CCW王座：1回（第2代）
- CCW Network王座：1回（第4代）

## 紙テープカラー
ピンク、白（比率=2：1ぐらい）

## 入場テーマ曲
I am me（オリジナル曲）
2017年6月4日の新宿FACE大会より使用。
ジンギスカン（Berryz工房）
旧テーマ曲。入場時に原曲の振付でダンスを行う。
Party Rock Anthem（LMFAO）
プレデビュー時テーマ曲。

## 出演

### 映画
- 劇場版 東京女子プロレス 爆音セレナーデ（2015年12月19日、監督：嵐山みちる）[17]

### テレビドラマ
- 時効警察はじめました 第6話（2019年11月22日、テレビ朝日）‐ 気合プロレスのヒールレスラー 役[18]
- S.W.A.T 第3シーズン 第13話（2020年1月29日、CBS）‐ アキラ 役

### モデル
- IDOL WRESTLER EXHIBITION アイドル×レスラー展（2018年3月13日 – 25日、銀座・ヴァニラ画廊）[19]
- 集英社「プレイボーイ」No.16 2018年4月16日号

### 写真集
- 『はじけちゃえ!』（2017年8月26日、東京女子プロレス、撮影：立花奈央子）[20]